# Bertil Andersson (friidrottare)
Bertil Andersson, född 28 februari 1914, död 1990, var en svensk medeldistanslöpare. Han tävlade för IFK Ronneby. 
Andersson vann SM på 800 m 1937, 1939 och 1942. Han utsågs 1939 till Stor grabb nummer 95 i friidrott.